# Patiparn Phetphun
Patiparn Phetphun (taj. ปฎิภาณ เพ็ชรพูล, ur. 25 września 1980 w Kanchanaburi) – tajski piłkarz grający na pozycji obrońcy.

## Kariera klubowa
Karierę piłkarską Phetphun rozpoczął w klubie TOT-CAT FC z miasta Bangkok. W 2001 roku zadebiutował w jego barwach w tajskiej Premier League. W 2002 roku spadł z nim do First Division, a w 2003 roku wrócił do Premier League. W TOT-CAT grał do końca 2004 roku, a w 2005 roku przeszedł do zespołu Bangkok University. W 2006 roku wywalczył z nim mistrzostwo Tajlandii. W 2008 roku przeszedł do Provincial Electricity Authority z miasta Buri Ram i w tamtym roku został z nim mistrzem kraju. W 2010 roku przeszedł do Bangkoku United. Następnie grał w TOT SC, Police United FC, Super Power Samut Prakan i BBCU FC. W 2017 przeszedł do klubu Ayutthaya FC.

## Kariera reprezentacyjna
W reprezentacji Tajlandii Phetphun zadebiutował w 2007 roku. W tym samym roku został powołany do kadry na Puchar Azji 2007. Tam był rezerwowym i nie rozegrał żadnego spotkania.